# Phòng thủ Damiano
Phòng thủ Damiano là một khai cuộc trong cờ vua bắt đầu bởi các nước sau:
1. e4 e5
2. Mf3 f6?

Đây là một trong số những khai cuộc cổ xưa nhất, nó đã xuất hiện trong những ván đấu được biết đến từ thế kỷ 16.
Mã ECO của Phòng thủ Damiano là C40 (Khai cuộc Mã cánh Vua)

## 3.d4 và 3.Tc4
Nước đi thứ hai của Đen 2...f6? là một sai lầm khi làm suy yếu cánh Vua, để hở Vua Đen, và lấy mất ô f6 - vị trí tốt nhất cho Mã Đen ở g8 phát triển. Trắng có thể đáp trả mạnh bằng 3.d4 hoặc 3.Tc4; I.A. Horowitz đã viết: "Đơn giản và hiệu quả là 3.Tc4 d6 4.d4 Mc6 5.c3, sau đó Đen sẽ bế tắc cho đến lúc thua cuộc".

## 3.Mxe5!
|   | a | b | c | d | e | f | g | h |   |
| 8 | a8 black rook · b8 black knight · c8 black bishop · d8 black queen · f8 black bishop · g8 black knight · h8 black rook · a7 black pawn · b7 black pawn · c7 black pawn · g7 black pawn · g6 black king · h6 black pawn · d5 white bishop · e5 white queen · e4 white pawn · h4 white pawn · a2 white pawn · b2 white pawn · c2 white pawn · d2 white pawn · f2 white pawn · g2 white pawn · a1 white rook · b1 white knight · c1 white bishop · e1 white king · h1 white rook | a8 black rook · b8 black knight · c8 black bishop · d8 black queen · f8 black bishop · g8 black knight · h8 black rook · a7 black pawn · b7 black pawn · c7 black pawn · g7 black pawn · g6 black king · h6 black pawn · d5 white bishop · e5 white queen · e4 white pawn · h4 white pawn · a2 white pawn · b2 white pawn · c2 white pawn · d2 white pawn · f2 white pawn · g2 white pawn · a1 white rook · b1 white knight · c1 white bishop · e1 white king · h1 white rook | a8 black rook · b8 black knight · c8 black bishop · d8 black queen · f8 black bishop · g8 black knight · h8 black rook · a7 black pawn · b7 black pawn · c7 black pawn · g7 black pawn · g6 black king · h6 black pawn · d5 white bishop · e5 white queen · e4 white pawn · h4 white pawn · a2 white pawn · b2 white pawn · c2 white pawn · d2 white pawn · f2 white pawn · g2 white pawn · a1 white rook · b1 white knight · c1 white bishop · e1 white king · h1 white rook | a8 black rook · b8 black knight · c8 black bishop · d8 black queen · f8 black bishop · g8 black knight · h8 black rook · a7 black pawn · b7 black pawn · c7 black pawn · g7 black pawn · g6 black king · h6 black pawn · d5 white bishop · e5 white queen · e4 white pawn · h4 white pawn · a2 white pawn · b2 white pawn · c2 white pawn · d2 white pawn · f2 white pawn · g2 white pawn · a1 white rook · b1 white knight · c1 white bishop · e1 white king · h1 white rook | a8 black rook · b8 black knight · c8 black bishop · d8 black queen · f8 black bishop · g8 black knight · h8 black rook · a7 black pawn · b7 black pawn · c7 black pawn · g7 black pawn · g6 black king · h6 black pawn · d5 white bishop · e5 white queen · e4 white pawn · h4 white pawn · a2 white pawn · b2 white pawn · c2 white pawn · d2 white pawn · f2 white pawn · g2 white pawn · a1 white rook · b1 white knight · c1 white bishop · e1 white king · h1 white rook | a8 black rook · b8 black knight · c8 black bishop · d8 black queen · f8 black bishop · g8 black knight · h8 black rook · a7 black pawn · b7 black pawn · c7 black pawn · g7 black pawn · g6 black king · h6 black pawn · d5 white bishop · e5 white queen · e4 white pawn · h4 white pawn · a2 white pawn · b2 white pawn · c2 white pawn · d2 white pawn · f2 white pawn · g2 white pawn · a1 white rook · b1 white knight · c1 white bishop · e1 white king · h1 white rook | a8 black rook · b8 black knight · c8 black bishop · d8 black queen · f8 black bishop · g8 black knight · h8 black rook · a7 black pawn · b7 black pawn · c7 black pawn · g7 black pawn · g6 black king · h6 black pawn · d5 white bishop · e5 white queen · e4 white pawn · h4 white pawn · a2 white pawn · b2 white pawn · c2 white pawn · d2 white pawn · f2 white pawn · g2 white pawn · a1 white rook · b1 white knight · c1 white bishop · e1 white king · h1 white rook | a8 black rook · b8 black knight · c8 black bishop · d8 black queen · f8 black bishop · g8 black knight · h8 black rook · a7 black pawn · b7 black pawn · c7 black pawn · g7 black pawn · g6 black king · h6 black pawn · d5 white bishop · e5 white queen · e4 white pawn · h4 white pawn · a2 white pawn · b2 white pawn · c2 white pawn · d2 white pawn · f2 white pawn · g2 white pawn · a1 white rook · b1 white knight · c1 white bishop · e1 white king · h1 white rook | 8 |
| 7 | a8 black rook · b8 black knight · c8 black bishop · d8 black queen · f8 black bishop · g8 black knight · h8 black rook · a7 black pawn · b7 black pawn · c7 black pawn · g7 black pawn · g6 black king · h6 black pawn · d5 white bishop · e5 white queen · e4 white pawn · h4 white pawn · a2 white pawn · b2 white pawn · c2 white pawn · d2 white pawn · f2 white pawn · g2 white pawn · a1 white rook · b1 white knight · c1 white bishop · e1 white king · h1 white rook | a8 black rook · b8 black knight · c8 black bishop · d8 black queen · f8 black bishop · g8 black knight · h8 black rook · a7 black pawn · b7 black pawn · c7 black pawn · g7 black pawn · g6 black king · h6 black pawn · d5 white bishop · e5 white queen · e4 white pawn · h4 white pawn · a2 white pawn · b2 white pawn · c2 white pawn · d2 white pawn · f2 white pawn · g2 white pawn · a1 white rook · b1 white knight · c1 white bishop · e1 white king · h1 white rook | a8 black rook · b8 black knight · c8 black bishop · d8 black queen · f8 black bishop · g8 black knight · h8 black rook · a7 black pawn · b7 black pawn · c7 black pawn · g7 black pawn · g6 black king · h6 black pawn · d5 white bishop · e5 white queen · e4 white pawn · h4 white pawn · a2 white pawn · b2 white pawn · c2 white pawn · d2 white pawn · f2 white pawn · g2 white pawn · a1 white rook · b1 white knight · c1 white bishop · e1 white king · h1 white rook | a8 black rook · b8 black knight · c8 black bishop · d8 black queen · f8 black bishop · g8 black knight · h8 black rook · a7 black pawn · b7 black pawn · c7 black pawn · g7 black pawn · g6 black king · h6 black pawn · d5 white bishop · e5 white queen · e4 white pawn · h4 white pawn · a2 white pawn · b2 white pawn · c2 white pawn · d2 white pawn · f2 white pawn · g2 white pawn · a1 white rook · b1 white knight · c1 white bishop · e1 white king · h1 white rook | a8 black rook · b8 black knight · c8 black bishop · d8 black queen · f8 black bishop · g8 black knight · h8 black rook · a7 black pawn · b7 black pawn · c7 black pawn · g7 black pawn · g6 black king · h6 black pawn · d5 white bishop · e5 white queen · e4 white pawn · h4 white pawn · a2 white pawn · b2 white pawn · c2 white pawn · d2 white pawn · f2 white pawn · g2 white pawn · a1 white rook · b1 white knight · c1 white bishop · e1 white king · h1 white rook | a8 black rook · b8 black knight · c8 black bishop · d8 black queen · f8 black bishop · g8 black knight · h8 black rook · a7 black pawn · b7 black pawn · c7 black pawn · g7 black pawn · g6 black king · h6 black pawn · d5 white bishop · e5 white queen · e4 white pawn · h4 white pawn · a2 white pawn · b2 white pawn · c2 white pawn · d2 white pawn · f2 white pawn · g2 white pawn · a1 white rook · b1 white knight · c1 white bishop · e1 white king · h1 white rook | a8 black rook · b8 black knight · c8 black bishop · d8 black queen · f8 black bishop · g8 black knight · h8 black rook · a7 black pawn · b7 black pawn · c7 black pawn · g7 black pawn · g6 black king · h6 black pawn · d5 white bishop · e5 white queen · e4 white pawn · h4 white pawn · a2 white pawn · b2 white pawn · c2 white pawn · d2 white pawn · f2 white pawn · g2 white pawn · a1 white rook · b1 white knight · c1 white bishop · e1 white king · h1 white rook | a8 black rook · b8 black knight · c8 black bishop · d8 black queen · f8 black bishop · g8 black knight · h8 black rook · a7 black pawn · b7 black pawn · c7 black pawn · g7 black pawn · g6 black king · h6 black pawn · d5 white bishop · e5 white queen · e4 white pawn · h4 white pawn · a2 white pawn · b2 white pawn · c2 white pawn · d2 white pawn · f2 white pawn · g2 white pawn · a1 white rook · b1 white knight · c1 white bishop · e1 white king · h1 white rook | 7 |
| 6 | a8 black rook · b8 black knight · c8 black bishop · d8 black queen · f8 black bishop · g8 black knight · h8 black rook · a7 black pawn · b7 black pawn · c7 black pawn · g7 black pawn · g6 black king · h6 black pawn · d5 white bishop · e5 white queen · e4 white pawn · h4 white pawn · a2 white pawn · b2 white pawn · c2 white pawn · d2 white pawn · f2 white pawn · g2 white pawn · a1 white rook · b1 white knight · c1 white bishop · e1 white king · h1 white rook | a8 black rook · b8 black knight · c8 black bishop · d8 black queen · f8 black bishop · g8 black knight · h8 black rook · a7 black pawn · b7 black pawn · c7 black pawn · g7 black pawn · g6 black king · h6 black pawn · d5 white bishop · e5 white queen · e4 white pawn · h4 white pawn · a2 white pawn · b2 white pawn · c2 white pawn · d2 white pawn · f2 white pawn · g2 white pawn · a1 white rook · b1 white knight · c1 white bishop · e1 white king · h1 white rook | a8 black rook · b8 black knight · c8 black bishop · d8 black queen · f8 black bishop · g8 black knight · h8 black rook · a7 black pawn · b7 black pawn · c7 black pawn · g7 black pawn · g6 black king · h6 black pawn · d5 white bishop · e5 white queen · e4 white pawn · h4 white pawn · a2 white pawn · b2 white pawn · c2 white pawn · d2 white pawn · f2 white pawn · g2 white pawn · a1 white rook · b1 white knight · c1 white bishop · e1 white king · h1 white rook | a8 black rook · b8 black knight · c8 black bishop · d8 black queen · f8 black bishop · g8 black knight · h8 black rook · a7 black pawn · b7 black pawn · c7 black pawn · g7 black pawn · g6 black king · h6 black pawn · d5 white bishop · e5 white queen · e4 white pawn · h4 white pawn · a2 white pawn · b2 white pawn · c2 white pawn · d2 white pawn · f2 white pawn · g2 white pawn · a1 white rook · b1 white knight · c1 white bishop · e1 white king · h1 white rook | a8 black rook · b8 black knight · c8 black bishop · d8 black queen · f8 black bishop · g8 black knight · h8 black rook · a7 black pawn · b7 black pawn · c7 black pawn · g7 black pawn · g6 black king · h6 black pawn · d5 white bishop · e5 white queen · e4 white pawn · h4 white pawn · a2 white pawn · b2 white pawn · c2 white pawn · d2 white pawn · f2 white pawn · g2 white pawn · a1 white rook · b1 white knight · c1 white bishop · e1 white king · h1 white rook | a8 black rook · b8 black knight · c8 black bishop · d8 black queen · f8 black bishop · g8 black knight · h8 black rook · a7 black pawn · b7 black pawn · c7 black pawn · g7 black pawn · g6 black king · h6 black pawn · d5 white bishop · e5 white queen · e4 white pawn · h4 white pawn · a2 white pawn · b2 white pawn · c2 white pawn · d2 white pawn · f2 white pawn · g2 white pawn · a1 white rook · b1 white knight · c1 white bishop · e1 white king · h1 white rook | a8 black rook · b8 black knight · c8 black bishop · d8 black queen · f8 black bishop · g8 black knight · h8 black rook · a7 black pawn · b7 black pawn · c7 black pawn · g7 black pawn · g6 black king · h6 black pawn · d5 white bishop · e5 white queen · e4 white pawn · h4 white pawn · a2 white pawn · b2 white pawn · c2 white pawn · d2 white pawn · f2 white pawn · g2 white pawn · a1 white rook · b1 white knight · c1 white bishop · e1 white king · h1 white rook | a8 black rook · b8 black knight · c8 black bishop · d8 black queen · f8 black bishop · g8 black knight · h8 black rook · a7 black pawn · b7 black pawn · c7 black pawn · g7 black pawn · g6 black king · h6 black pawn · d5 white bishop · e5 white queen · e4 white pawn · h4 white pawn · a2 white pawn · b2 white pawn · c2 white pawn · d2 white pawn · f2 white pawn · g2 white pawn · a1 white rook · b1 white knight · c1 white bishop · e1 white king · h1 white rook | 6 |
| 5 | a8 black rook · b8 black knight · c8 black bishop · d8 black queen · f8 black bishop · g8 black knight · h8 black rook · a7 black pawn · b7 black pawn · c7 black pawn · g7 black pawn · g6 black king · h6 black pawn · d5 white bishop · e5 white queen · e4 white pawn · h4 white pawn · a2 white pawn · b2 white pawn · c2 white pawn · d2 white pawn · f2 white pawn · g2 white pawn · a1 white rook · b1 white knight · c1 white bishop · e1 white king · h1 white rook | a8 black rook · b8 black knight · c8 black bishop · d8 black queen · f8 black bishop · g8 black knight · h8 black rook · a7 black pawn · b7 black pawn · c7 black pawn · g7 black pawn · g6 black king · h6 black pawn · d5 white bishop · e5 white queen · e4 white pawn · h4 white pawn · a2 white pawn · b2 white pawn · c2 white pawn · d2 white pawn · f2 white pawn · g2 white pawn · a1 white rook · b1 white knight · c1 white bishop · e1 white king · h1 white rook | a8 black rook · b8 black knight · c8 black bishop · d8 black queen · f8 black bishop · g8 black knight · h8 black rook · a7 black pawn · b7 black pawn · c7 black pawn · g7 black pawn · g6 black king · h6 black pawn · d5 white bishop · e5 white queen · e4 white pawn · h4 white pawn · a2 white pawn · b2 white pawn · c2 white pawn · d2 white pawn · f2 white pawn · g2 white pawn · a1 white rook · b1 white knight · c1 white bishop · e1 white king · h1 white rook | a8 black rook · b8 black knight · c8 black bishop · d8 black queen · f8 black bishop · g8 black knight · h8 black rook · a7 black pawn · b7 black pawn · c7 black pawn · g7 black pawn · g6 black king · h6 black pawn · d5 white bishop · e5 white queen · e4 white pawn · h4 white pawn · a2 white pawn · b2 white pawn · c2 white pawn · d2 white pawn · f2 white pawn · g2 white pawn · a1 white rook · b1 white knight · c1 white bishop · e1 white king · h1 white rook | a8 black rook · b8 black knight · c8 black bishop · d8 black queen · f8 black bishop · g8 black knight · h8 black rook · a7 black pawn · b7 black pawn · c7 black pawn · g7 black pawn · g6 black king · h6 black pawn · d5 white bishop · e5 white queen · e4 white pawn · h4 white pawn · a2 white pawn · b2 white pawn · c2 white pawn · d2 white pawn · f2 white pawn · g2 white pawn · a1 white rook · b1 white knight · c1 white bishop · e1 white king · h1 white rook | a8 black rook · b8 black knight · c8 black bishop · d8 black queen · f8 black bishop · g8 black knight · h8 black rook · a7 black pawn · b7 black pawn · c7 black pawn · g7 black pawn · g6 black king · h6 black pawn · d5 white bishop · e5 white queen · e4 white pawn · h4 white pawn · a2 white pawn · b2 white pawn · c2 white pawn · d2 white pawn · f2 white pawn · g2 white pawn · a1 white rook · b1 white knight · c1 white bishop · e1 white king · h1 white rook | a8 black rook · b8 black knight · c8 black bishop · d8 black queen · f8 black bishop · g8 black knight · h8 black rook · a7 black pawn · b7 black pawn · c7 black pawn · g7 black pawn · g6 black king · h6 black pawn · d5 white bishop · e5 white queen · e4 white pawn · h4 white pawn · a2 white pawn · b2 white pawn · c2 white pawn · d2 white pawn · f2 white pawn · g2 white pawn · a1 white rook · b1 white knight · c1 white bishop · e1 white king · h1 white rook | a8 black rook · b8 black knight · c8 black bishop · d8 black queen · f8 black bishop · g8 black knight · h8 black rook · a7 black pawn · b7 black pawn · c7 black pawn · g7 black pawn · g6 black king · h6 black pawn · d5 white bishop · e5 white queen · e4 white pawn · h4 white pawn · a2 white pawn · b2 white pawn · c2 white pawn · d2 white pawn · f2 white pawn · g2 white pawn · a1 white rook · b1 white knight · c1 white bishop · e1 white king · h1 white rook | 5 |
| 4 | a8 black rook · b8 black knight · c8 black bishop · d8 black queen · f8 black bishop · g8 black knight · h8 black rook · a7 black pawn · b7 black pawn · c7 black pawn · g7 black pawn · g6 black king · h6 black pawn · d5 white bishop · e5 white queen · e4 white pawn · h4 white pawn · a2 white pawn · b2 white pawn · c2 white pawn · d2 white pawn · f2 white pawn · g2 white pawn · a1 white rook · b1 white knight · c1 white bishop · e1 white king · h1 white rook | a8 black rook · b8 black knight · c8 black bishop · d8 black queen · f8 black bishop · g8 black knight · h8 black rook · a7 black pawn · b7 black pawn · c7 black pawn · g7 black pawn · g6 black king · h6 black pawn · d5 white bishop · e5 white queen · e4 white pawn · h4 white pawn · a2 white pawn · b2 white pawn · c2 white pawn · d2 white pawn · f2 white pawn · g2 white pawn · a1 white rook · b1 white knight · c1 white bishop · e1 white king · h1 white rook | a8 black rook · b8 black knight · c8 black bishop · d8 black queen · f8 black bishop · g8 black knight · h8 black rook · a7 black pawn · b7 black pawn · c7 black pawn · g7 black pawn · g6 black king · h6 black pawn · d5 white bishop · e5 white queen · e4 white pawn · h4 white pawn · a2 white pawn · b2 white pawn · c2 white pawn · d2 white pawn · f2 white pawn · g2 white pawn · a1 white rook · b1 white knight · c1 white bishop · e1 white king · h1 white rook | a8 black rook · b8 black knight · c8 black bishop · d8 black queen · f8 black bishop · g8 black knight · h8 black rook · a7 black pawn · b7 black pawn · c7 black pawn · g7 black pawn · g6 black king · h6 black pawn · d5 white bishop · e5 white queen · e4 white pawn · h4 white pawn · a2 white pawn · b2 white pawn · c2 white pawn · d2 white pawn · f2 white pawn · g2 white pawn · a1 white rook · b1 white knight · c1 white bishop · e1 white king · h1 white rook | a8 black rook · b8 black knight · c8 black bishop · d8 black queen · f8 black bishop · g8 black knight · h8 black rook · a7 black pawn · b7 black pawn · c7 black pawn · g7 black pawn · g6 black king · h6 black pawn · d5 white bishop · e5 white queen · e4 white pawn · h4 white pawn · a2 white pawn · b2 white pawn · c2 white pawn · d2 white pawn · f2 white pawn · g2 white pawn · a1 white rook · b1 white knight · c1 white bishop · e1 white king · h1 white rook | a8 black rook · b8 black knight · c8 black bishop · d8 black queen · f8 black bishop · g8 black knight · h8 black rook · a7 black pawn · b7 black pawn · c7 black pawn · g7 black pawn · g6 black king · h6 black pawn · d5 white bishop · e5 white queen · e4 white pawn · h4 white pawn · a2 white pawn · b2 white pawn · c2 white pawn · d2 white pawn · f2 white pawn · g2 white pawn · a1 white rook · b1 white knight · c1 white bishop · e1 white king · h1 white rook | a8 black rook · b8 black knight · c8 black bishop · d8 black queen · f8 black bishop · g8 black knight · h8 black rook · a7 black pawn · b7 black pawn · c7 black pawn · g7 black pawn · g6 black king · h6 black pawn · d5 white bishop · e5 white queen · e4 white pawn · h4 white pawn · a2 white pawn · b2 white pawn · c2 white pawn · d2 white pawn · f2 white pawn · g2 white pawn · a1 white rook · b1 white knight · c1 white bishop · e1 white king · h1 white rook | a8 black rook · b8 black knight · c8 black bishop · d8 black queen · f8 black bishop · g8 black knight · h8 black rook · a7 black pawn · b7 black pawn · c7 black pawn · g7 black pawn · g6 black king · h6 black pawn · d5 white bishop · e5 white queen · e4 white pawn · h4 white pawn · a2 white pawn · b2 white pawn · c2 white pawn · d2 white pawn · f2 white pawn · g2 white pawn · a1 white rook · b1 white knight · c1 white bishop · e1 white king · h1 white rook | 4 |
| 3 | a8 black rook · b8 black knight · c8 black bishop · d8 black queen · f8 black bishop · g8 black knight · h8 black rook · a7 black pawn · b7 black pawn · c7 black pawn · g7 black pawn · g6 black king · h6 black pawn · d5 white bishop · e5 white queen · e4 white pawn · h4 white pawn · a2 white pawn · b2 white pawn · c2 white pawn · d2 white pawn · f2 white pawn · g2 white pawn · a1 white rook · b1 white knight · c1 white bishop · e1 white king · h1 white rook | a8 black rook · b8 black knight · c8 black bishop · d8 black queen · f8 black bishop · g8 black knight · h8 black rook · a7 black pawn · b7 black pawn · c7 black pawn · g7 black pawn · g6 black king · h6 black pawn · d5 white bishop · e5 white queen · e4 white pawn · h4 white pawn · a2 white pawn · b2 white pawn · c2 white pawn · d2 white pawn · f2 white pawn · g2 white pawn · a1 white rook · b1 white knight · c1 white bishop · e1 white king · h1 white rook | a8 black rook · b8 black knight · c8 black bishop · d8 black queen · f8 black bishop · g8 black knight · h8 black rook · a7 black pawn · b7 black pawn · c7 black pawn · g7 black pawn · g6 black king · h6 black pawn · d5 white bishop · e5 white queen · e4 white pawn · h4 white pawn · a2 white pawn · b2 white pawn · c2 white pawn · d2 white pawn · f2 white pawn · g2 white pawn · a1 white rook · b1 white knight · c1 white bishop · e1 white king · h1 white rook | a8 black rook · b8 black knight · c8 black bishop · d8 black queen · f8 black bishop · g8 black knight · h8 black rook · a7 black pawn · b7 black pawn · c7 black pawn · g7 black pawn · g6 black king · h6 black pawn · d5 white bishop · e5 white queen · e4 white pawn · h4 white pawn · a2 white pawn · b2 white pawn · c2 white pawn · d2 white pawn · f2 white pawn · g2 white pawn · a1 white rook · b1 white knight · c1 white bishop · e1 white king · h1 white rook | a8 black rook · b8 black knight · c8 black bishop · d8 black queen · f8 black bishop · g8 black knight · h8 black rook · a7 black pawn · b7 black pawn · c7 black pawn · g7 black pawn · g6 black king · h6 black pawn · d5 white bishop · e5 white queen · e4 white pawn · h4 white pawn · a2 white pawn · b2 white pawn · c2 white pawn · d2 white pawn · f2 white pawn · g2 white pawn · a1 white rook · b1 white knight · c1 white bishop · e1 white king · h1 white rook | a8 black rook · b8 black knight · c8 black bishop · d8 black queen · f8 black bishop · g8 black knight · h8 black rook · a7 black pawn · b7 black pawn · c7 black pawn · g7 black pawn · g6 black king · h6 black pawn · d5 white bishop · e5 white queen · e4 white pawn · h4 white pawn · a2 white pawn · b2 white pawn · c2 white pawn · d2 white pawn · f2 white pawn · g2 white pawn · a1 white rook · b1 white knight · c1 white bishop · e1 white king · h1 white rook | a8 black rook · b8 black knight · c8 black bishop · d8 black queen · f8 black bishop · g8 black knight · h8 black rook · a7 black pawn · b7 black pawn · c7 black pawn · g7 black pawn · g6 black king · h6 black pawn · d5 white bishop · e5 white queen · e4 white pawn · h4 white pawn · a2 white pawn · b2 white pawn · c2 white pawn · d2 white pawn · f2 white pawn · g2 white pawn · a1 white rook · b1 white knight · c1 white bishop · e1 white king · h1 white rook | a8 black rook · b8 black knight · c8 black bishop · d8 black queen · f8 black bishop · g8 black knight · h8 black rook · a7 black pawn · b7 black pawn · c7 black pawn · g7 black pawn · g6 black king · h6 black pawn · d5 white bishop · e5 white queen · e4 white pawn · h4 white pawn · a2 white pawn · b2 white pawn · c2 white pawn · d2 white pawn · f2 white pawn · g2 white pawn · a1 white rook · b1 white knight · c1 white bishop · e1 white king · h1 white rook | 3 |
| 2 | a8 black rook · b8 black knight · c8 black bishop · d8 black queen · f8 black bishop · g8 black knight · h8 black rook · a7 black pawn · b7 black pawn · c7 black pawn · g7 black pawn · g6 black king · h6 black pawn · d5 white bishop · e5 white queen · e4 white pawn · h4 white pawn · a2 white pawn · b2 white pawn · c2 white pawn · d2 white pawn · f2 white pawn · g2 white pawn · a1 white rook · b1 white knight · c1 white bishop · e1 white king · h1 white rook | a8 black rook · b8 black knight · c8 black bishop · d8 black queen · f8 black bishop · g8 black knight · h8 black rook · a7 black pawn · b7 black pawn · c7 black pawn · g7 black pawn · g6 black king · h6 black pawn · d5 white bishop · e5 white queen · e4 white pawn · h4 white pawn · a2 white pawn · b2 white pawn · c2 white pawn · d2 white pawn · f2 white pawn · g2 white pawn · a1 white rook · b1 white knight · c1 white bishop · e1 white king · h1 white rook | a8 black rook · b8 black knight · c8 black bishop · d8 black queen · f8 black bishop · g8 black knight · h8 black rook · a7 black pawn · b7 black pawn · c7 black pawn · g7 black pawn · g6 black king · h6 black pawn · d5 white bishop · e5 white queen · e4 white pawn · h4 white pawn · a2 white pawn · b2 white pawn · c2 white pawn · d2 white pawn · f2 white pawn · g2 white pawn · a1 white rook · b1 white knight · c1 white bishop · e1 white king · h1 white rook | a8 black rook · b8 black knight · c8 black bishop · d8 black queen · f8 black bishop · g8 black knight · h8 black rook · a7 black pawn · b7 black pawn · c7 black pawn · g7 black pawn · g6 black king · h6 black pawn · d5 white bishop · e5 white queen · e4 white pawn · h4 white pawn · a2 white pawn · b2 white pawn · c2 white pawn · d2 white pawn · f2 white pawn · g2 white pawn · a1 white rook · b1 white knight · c1 white bishop · e1 white king · h1 white rook | a8 black rook · b8 black knight · c8 black bishop · d8 black queen · f8 black bishop · g8 black knight · h8 black rook · a7 black pawn · b7 black pawn · c7 black pawn · g7 black pawn · g6 black king · h6 black pawn · d5 white bishop · e5 white queen · e4 white pawn · h4 white pawn · a2 white pawn · b2 white pawn · c2 white pawn · d2 white pawn · f2 white pawn · g2 white pawn · a1 white rook · b1 white knight · c1 white bishop · e1 white king · h1 white rook | a8 black rook · b8 black knight · c8 black bishop · d8 black queen · f8 black bishop · g8 black knight · h8 black rook · a7 black pawn · b7 black pawn · c7 black pawn · g7 black pawn · g6 black king · h6 black pawn · d5 white bishop · e5 white queen · e4 white pawn · h4 white pawn · a2 white pawn · b2 white pawn · c2 white pawn · d2 white pawn · f2 white pawn · g2 white pawn · a1 white rook · b1 white knight · c1 white bishop · e1 white king · h1 white rook | a8 black rook · b8 black knight · c8 black bishop · d8 black queen · f8 black bishop · g8 black knight · h8 black rook · a7 black pawn · b7 black pawn · c7 black pawn · g7 black pawn · g6 black king · h6 black pawn · d5 white bishop · e5 white queen · e4 white pawn · h4 white pawn · a2 white pawn · b2 white pawn · c2 white pawn · d2 white pawn · f2 white pawn · g2 white pawn · a1 white rook · b1 white knight · c1 white bishop · e1 white king · h1 white rook | a8 black rook · b8 black knight · c8 black bishop · d8 black queen · f8 black bishop · g8 black knight · h8 black rook · a7 black pawn · b7 black pawn · c7 black pawn · g7 black pawn · g6 black king · h6 black pawn · d5 white bishop · e5 white queen · e4 white pawn · h4 white pawn · a2 white pawn · b2 white pawn · c2 white pawn · d2 white pawn · f2 white pawn · g2 white pawn · a1 white rook · b1 white knight · c1 white bishop · e1 white king · h1 white rook | 2 |
| 1 | a8 black rook · b8 black knight · c8 black bishop · d8 black queen · f8 black bishop · g8 black knight · h8 black rook · a7 black pawn · b7 black pawn · c7 black pawn · g7 black pawn · g6 black king · h6 black pawn · d5 white bishop · e5 white queen · e4 white pawn · h4 white pawn · a2 white pawn · b2 white pawn · c2 white pawn · d2 white pawn · f2 white pawn · g2 white pawn · a1 white rook · b1 white knight · c1 white bishop · e1 white king · h1 white rook | a8 black rook · b8 black knight · c8 black bishop · d8 black queen · f8 black bishop · g8 black knight · h8 black rook · a7 black pawn · b7 black pawn · c7 black pawn · g7 black pawn · g6 black king · h6 black pawn · d5 white bishop · e5 white queen · e4 white pawn · h4 white pawn · a2 white pawn · b2 white pawn · c2 white pawn · d2 white pawn · f2 white pawn · g2 white pawn · a1 white rook · b1 white knight · c1 white bishop · e1 white king · h1 white rook | a8 black rook · b8 black knight · c8 black bishop · d8 black queen · f8 black bishop · g8 black knight · h8 black rook · a7 black pawn · b7 black pawn · c7 black pawn · g7 black pawn · g6 black king · h6 black pawn · d5 white bishop · e5 white queen · e4 white pawn · h4 white pawn · a2 white pawn · b2 white pawn · c2 white pawn · d2 white pawn · f2 white pawn · g2 white pawn · a1 white rook · b1 white knight · c1 white bishop · e1 white king · h1 white rook | a8 black rook · b8 black knight · c8 black bishop · d8 black queen · f8 black bishop · g8 black knight · h8 black rook · a7 black pawn · b7 black pawn · c7 black pawn · g7 black pawn · g6 black king · h6 black pawn · d5 white bishop · e5 white queen · e4 white pawn · h4 white pawn · a2 white pawn · b2 white pawn · c2 white pawn · d2 white pawn · f2 white pawn · g2 white pawn · a1 white rook · b1 white knight · c1 white bishop · e1 white king · h1 white rook | a8 black rook · b8 black knight · c8 black bishop · d8 black queen · f8 black bishop · g8 black knight · h8 black rook · a7 black pawn · b7 black pawn · c7 black pawn · g7 black pawn · g6 black king · h6 black pawn · d5 white bishop · e5 white queen · e4 white pawn · h4 white pawn · a2 white pawn · b2 white pawn · c2 white pawn · d2 white pawn · f2 white pawn · g2 white pawn · a1 white rook · b1 white knight · c1 white bishop · e1 white king · h1 white rook | a8 black rook · b8 black knight · c8 black bishop · d8 black queen · f8 black bishop · g8 black knight · h8 black rook · a7 black pawn · b7 black pawn · c7 black pawn · g7 black pawn · g6 black king · h6 black pawn · d5 white bishop · e5 white queen · e4 white pawn · h4 white pawn · a2 white pawn · b2 white pawn · c2 white pawn · d2 white pawn · f2 white pawn · g2 white pawn · a1 white rook · b1 white knight · c1 white bishop · e1 white king · h1 white rook | a8 black rook · b8 black knight · c8 black bishop · d8 black queen · f8 black bishop · g8 black knight · h8 black rook · a7 black pawn · b7 black pawn · c7 black pawn · g7 black pawn · g6 black king · h6 black pawn · d5 white bishop · e5 white queen · e4 white pawn · h4 white pawn · a2 white pawn · b2 white pawn · c2 white pawn · d2 white pawn · f2 white pawn · g2 white pawn · a1 white rook · b1 white knight · c1 white bishop · e1 white king · h1 white rook | a8 black rook · b8 black knight · c8 black bishop · d8 black queen · f8 black bishop · g8 black knight · h8 black rook · a7 black pawn · b7 black pawn · c7 black pawn · g7 black pawn · g6 black king · h6 black pawn · d5 white bishop · e5 white queen · e4 white pawn · h4 white pawn · a2 white pawn · b2 white pawn · c2 white pawn · d2 white pawn · f2 white pawn · g2 white pawn · a1 white rook · b1 white knight · c1 white bishop · e1 white king · h1 white rook | 1 |
|   | a | b | c | d | e | f | g | h |   |

Mặc dù các nước 3.d4 hoặc 3.Tc4 đều đem lại lợi thế, tuy nhiên mạnh nhất cho Trắng phải là nước thí Mã 3.Mxe5! Nếu Đen ăn Mã 3...fxe5? họ sẽ phải trả giá như sau 4.Hh5+ Ve7 (Nếu Đen chơi 4...g6 họ sẽ thua theo cách khác: 5.Hxe5+, tấn công đôi (hay chĩa đôi) Vua và Xe Đen) 5.Hxe5+ Vf7 6.Tc4+ d5! (6...Vg6?? 7.Hf5+ và sẽ "mat" (hết cờ; mate) nhanh chóng) 7.Txd5+ Vg6 8.h4 (8.d4? Td6!) h5 (Nếu 8...h6, xem hình bên) 9.Txb7! Td6 (9...Txb7 10.Hf5+ Vh6 11.d4+ g5 12.Hf7! cũng sẽ "mat" nhanh chóng) 10.Ha5!. Kể cả khi Đen đáp trả bằng nước tốt nhất lúc này là 10...Mc6 sẽ 11.Txc6 Xb8, và Trắng sẽ hơn vài Tốt. Bruce Pandolfini ghi chú rằng khai cuộc này của Đen vì thế đôi khi được mô tả là "the five pawns gambit" (Gambit (thí) 5 tốt). Hoặc Trắng có thể lựa chọn tiếp tục phát triển quân, duy trì lợi thế 4 Tốt. Trong cả hai trường hợp, khả năng chiến thắng của Trắng là rõ ràng.
Quay trở lại nước 3.Mxe5!, rõ ràng nếu Đen ăn Mã thất bại sẽ đến không sớm thì muộn, thế nên lúc này có một sự lựa chọn khác tốt hơn cho họ đó là 3...He7! (Một nước đi khác, chẳng hạn 3...d5 sẽ dẫn tới 4. Hh5+! g6 5. Mxg6!). Trắng sẽ tiếp tục với 4.Mf3 (Nếu Trắng chơi 4.Hh5+?, diễn biến tiếp theo như sau: g6 5.Mxg6 Hxe4+ 6.Te2 Hxg6 và Đen sẽ đổi 2 Tốt lấy 1 Mã) Hxe4+ 5.Te2, Đen sẽ lấy lại được Tốt nhưng họ đã phí mất thời gian và cánh Vua suy yếu, và họ sẽ phí thêm thời gian nếu đối phương tấn công Hậu với Mc3; hoặc 0-0, Xe1 sau đó di chuyển Tượng khỏi ô e2. Nick de Firmian trong cuốn sách Modern Chess Openings (Các khai cuộc hiện đại) đã phân tích một phương án khác: sau nước 4.Mf3 đen có thể chơi 4...d5 5.d3 dxe4 6.dxe4, và Trắng sẽ có một chút lợi thế như trong ván đấu giữa Schiffers và Chigorin, diễn ra ở St. Petersburg năm 1897.
Việc Đen chỉ có thể lấy lại được Tốt với nước 3...He7! chỉ ra rằng nước 2...f6? rõ ràng không thực sự bảo vệ được Tốt e. Thật vậy, thậm chí nếu Đen chơi một nước hiếm khi được sử dụng như 2...a6?! còn đỡ rủi ro hơn là 2...f6?. Sau khi 2...a6?! 3.Mxe5, Đen hoàn toàn có thể lấy lại Tốt với 3...He7 4.d4 d6, mà không làm suy yếu cánh Vua hay lấy mất vị trí phát triển tốt nhất của Mã g8.

## Lịch sử
|   | a | b | c | d | e | f | g | h |   |
| 8 | a8 black rook · e8 black king · f8 black bishop · g8 black knight · h8 black rook · a7 black pawn · b7 black pawn · c7 black pawn · d7 black bishop · g7 black pawn · h7 black pawn · c6 black knight · f6 black pawn · g6 black queen · e5 white knight · c3 white knight · a2 white pawn · b2 white pawn · c2 white pawn · e2 white bishop · f2 white pawn · g2 white pawn · h2 white pawn · a1 white rook · c1 white bishop · d1 white queen · f1 white rook · g1 white king | a8 black rook · e8 black king · f8 black bishop · g8 black knight · h8 black rook · a7 black pawn · b7 black pawn · c7 black pawn · d7 black bishop · g7 black pawn · h7 black pawn · c6 black knight · f6 black pawn · g6 black queen · e5 white knight · c3 white knight · a2 white pawn · b2 white pawn · c2 white pawn · e2 white bishop · f2 white pawn · g2 white pawn · h2 white pawn · a1 white rook · c1 white bishop · d1 white queen · f1 white rook · g1 white king | a8 black rook · e8 black king · f8 black bishop · g8 black knight · h8 black rook · a7 black pawn · b7 black pawn · c7 black pawn · d7 black bishop · g7 black pawn · h7 black pawn · c6 black knight · f6 black pawn · g6 black queen · e5 white knight · c3 white knight · a2 white pawn · b2 white pawn · c2 white pawn · e2 white bishop · f2 white pawn · g2 white pawn · h2 white pawn · a1 white rook · c1 white bishop · d1 white queen · f1 white rook · g1 white king | a8 black rook · e8 black king · f8 black bishop · g8 black knight · h8 black rook · a7 black pawn · b7 black pawn · c7 black pawn · d7 black bishop · g7 black pawn · h7 black pawn · c6 black knight · f6 black pawn · g6 black queen · e5 white knight · c3 white knight · a2 white pawn · b2 white pawn · c2 white pawn · e2 white bishop · f2 white pawn · g2 white pawn · h2 white pawn · a1 white rook · c1 white bishop · d1 white queen · f1 white rook · g1 white king | a8 black rook · e8 black king · f8 black bishop · g8 black knight · h8 black rook · a7 black pawn · b7 black pawn · c7 black pawn · d7 black bishop · g7 black pawn · h7 black pawn · c6 black knight · f6 black pawn · g6 black queen · e5 white knight · c3 white knight · a2 white pawn · b2 white pawn · c2 white pawn · e2 white bishop · f2 white pawn · g2 white pawn · h2 white pawn · a1 white rook · c1 white bishop · d1 white queen · f1 white rook · g1 white king | a8 black rook · e8 black king · f8 black bishop · g8 black knight · h8 black rook · a7 black pawn · b7 black pawn · c7 black pawn · d7 black bishop · g7 black pawn · h7 black pawn · c6 black knight · f6 black pawn · g6 black queen · e5 white knight · c3 white knight · a2 white pawn · b2 white pawn · c2 white pawn · e2 white bishop · f2 white pawn · g2 white pawn · h2 white pawn · a1 white rook · c1 white bishop · d1 white queen · f1 white rook · g1 white king | a8 black rook · e8 black king · f8 black bishop · g8 black knight · h8 black rook · a7 black pawn · b7 black pawn · c7 black pawn · d7 black bishop · g7 black pawn · h7 black pawn · c6 black knight · f6 black pawn · g6 black queen · e5 white knight · c3 white knight · a2 white pawn · b2 white pawn · c2 white pawn · e2 white bishop · f2 white pawn · g2 white pawn · h2 white pawn · a1 white rook · c1 white bishop · d1 white queen · f1 white rook · g1 white king | a8 black rook · e8 black king · f8 black bishop · g8 black knight · h8 black rook · a7 black pawn · b7 black pawn · c7 black pawn · d7 black bishop · g7 black pawn · h7 black pawn · c6 black knight · f6 black pawn · g6 black queen · e5 white knight · c3 white knight · a2 white pawn · b2 white pawn · c2 white pawn · e2 white bishop · f2 white pawn · g2 white pawn · h2 white pawn · a1 white rook · c1 white bishop · d1 white queen · f1 white rook · g1 white king | 8 |
| 7 | a8 black rook · e8 black king · f8 black bishop · g8 black knight · h8 black rook · a7 black pawn · b7 black pawn · c7 black pawn · d7 black bishop · g7 black pawn · h7 black pawn · c6 black knight · f6 black pawn · g6 black queen · e5 white knight · c3 white knight · a2 white pawn · b2 white pawn · c2 white pawn · e2 white bishop · f2 white pawn · g2 white pawn · h2 white pawn · a1 white rook · c1 white bishop · d1 white queen · f1 white rook · g1 white king | a8 black rook · e8 black king · f8 black bishop · g8 black knight · h8 black rook · a7 black pawn · b7 black pawn · c7 black pawn · d7 black bishop · g7 black pawn · h7 black pawn · c6 black knight · f6 black pawn · g6 black queen · e5 white knight · c3 white knight · a2 white pawn · b2 white pawn · c2 white pawn · e2 white bishop · f2 white pawn · g2 white pawn · h2 white pawn · a1 white rook · c1 white bishop · d1 white queen · f1 white rook · g1 white king | a8 black rook · e8 black king · f8 black bishop · g8 black knight · h8 black rook · a7 black pawn · b7 black pawn · c7 black pawn · d7 black bishop · g7 black pawn · h7 black pawn · c6 black knight · f6 black pawn · g6 black queen · e5 white knight · c3 white knight · a2 white pawn · b2 white pawn · c2 white pawn · e2 white bishop · f2 white pawn · g2 white pawn · h2 white pawn · a1 white rook · c1 white bishop · d1 white queen · f1 white rook · g1 white king | a8 black rook · e8 black king · f8 black bishop · g8 black knight · h8 black rook · a7 black pawn · b7 black pawn · c7 black pawn · d7 black bishop · g7 black pawn · h7 black pawn · c6 black knight · f6 black pawn · g6 black queen · e5 white knight · c3 white knight · a2 white pawn · b2 white pawn · c2 white pawn · e2 white bishop · f2 white pawn · g2 white pawn · h2 white pawn · a1 white rook · c1 white bishop · d1 white queen · f1 white rook · g1 white king | a8 black rook · e8 black king · f8 black bishop · g8 black knight · h8 black rook · a7 black pawn · b7 black pawn · c7 black pawn · d7 black bishop · g7 black pawn · h7 black pawn · c6 black knight · f6 black pawn · g6 black queen · e5 white knight · c3 white knight · a2 white pawn · b2 white pawn · c2 white pawn · e2 white bishop · f2 white pawn · g2 white pawn · h2 white pawn · a1 white rook · c1 white bishop · d1 white queen · f1 white rook · g1 white king | a8 black rook · e8 black king · f8 black bishop · g8 black knight · h8 black rook · a7 black pawn · b7 black pawn · c7 black pawn · d7 black bishop · g7 black pawn · h7 black pawn · c6 black knight · f6 black pawn · g6 black queen · e5 white knight · c3 white knight · a2 white pawn · b2 white pawn · c2 white pawn · e2 white bishop · f2 white pawn · g2 white pawn · h2 white pawn · a1 white rook · c1 white bishop · d1 white queen · f1 white rook · g1 white king | a8 black rook · e8 black king · f8 black bishop · g8 black knight · h8 black rook · a7 black pawn · b7 black pawn · c7 black pawn · d7 black bishop · g7 black pawn · h7 black pawn · c6 black knight · f6 black pawn · g6 black queen · e5 white knight · c3 white knight · a2 white pawn · b2 white pawn · c2 white pawn · e2 white bishop · f2 white pawn · g2 white pawn · h2 white pawn · a1 white rook · c1 white bishop · d1 white queen · f1 white rook · g1 white king | a8 black rook · e8 black king · f8 black bishop · g8 black knight · h8 black rook · a7 black pawn · b7 black pawn · c7 black pawn · d7 black bishop · g7 black pawn · h7 black pawn · c6 black knight · f6 black pawn · g6 black queen · e5 white knight · c3 white knight · a2 white pawn · b2 white pawn · c2 white pawn · e2 white bishop · f2 white pawn · g2 white pawn · h2 white pawn · a1 white rook · c1 white bishop · d1 white queen · f1 white rook · g1 white king | 7 |
| 6 | a8 black rook · e8 black king · f8 black bishop · g8 black knight · h8 black rook · a7 black pawn · b7 black pawn · c7 black pawn · d7 black bishop · g7 black pawn · h7 black pawn · c6 black knight · f6 black pawn · g6 black queen · e5 white knight · c3 white knight · a2 white pawn · b2 white pawn · c2 white pawn · e2 white bishop · f2 white pawn · g2 white pawn · h2 white pawn · a1 white rook · c1 white bishop · d1 white queen · f1 white rook · g1 white king | a8 black rook · e8 black king · f8 black bishop · g8 black knight · h8 black rook · a7 black pawn · b7 black pawn · c7 black pawn · d7 black bishop · g7 black pawn · h7 black pawn · c6 black knight · f6 black pawn · g6 black queen · e5 white knight · c3 white knight · a2 white pawn · b2 white pawn · c2 white pawn · e2 white bishop · f2 white pawn · g2 white pawn · h2 white pawn · a1 white rook · c1 white bishop · d1 white queen · f1 white rook · g1 white king | a8 black rook · e8 black king · f8 black bishop · g8 black knight · h8 black rook · a7 black pawn · b7 black pawn · c7 black pawn · d7 black bishop · g7 black pawn · h7 black pawn · c6 black knight · f6 black pawn · g6 black queen · e5 white knight · c3 white knight · a2 white pawn · b2 white pawn · c2 white pawn · e2 white bishop · f2 white pawn · g2 white pawn · h2 white pawn · a1 white rook · c1 white bishop · d1 white queen · f1 white rook · g1 white king | a8 black rook · e8 black king · f8 black bishop · g8 black knight · h8 black rook · a7 black pawn · b7 black pawn · c7 black pawn · d7 black bishop · g7 black pawn · h7 black pawn · c6 black knight · f6 black pawn · g6 black queen · e5 white knight · c3 white knight · a2 white pawn · b2 white pawn · c2 white pawn · e2 white bishop · f2 white pawn · g2 white pawn · h2 white pawn · a1 white rook · c1 white bishop · d1 white queen · f1 white rook · g1 white king | a8 black rook · e8 black king · f8 black bishop · g8 black knight · h8 black rook · a7 black pawn · b7 black pawn · c7 black pawn · d7 black bishop · g7 black pawn · h7 black pawn · c6 black knight · f6 black pawn · g6 black queen · e5 white knight · c3 white knight · a2 white pawn · b2 white pawn · c2 white pawn · e2 white bishop · f2 white pawn · g2 white pawn · h2 white pawn · a1 white rook · c1 white bishop · d1 white queen · f1 white rook · g1 white king | a8 black rook · e8 black king · f8 black bishop · g8 black knight · h8 black rook · a7 black pawn · b7 black pawn · c7 black pawn · d7 black bishop · g7 black pawn · h7 black pawn · c6 black knight · f6 black pawn · g6 black queen · e5 white knight · c3 white knight · a2 white pawn · b2 white pawn · c2 white pawn · e2 white bishop · f2 white pawn · g2 white pawn · h2 white pawn · a1 white rook · c1 white bishop · d1 white queen · f1 white rook · g1 white king | a8 black rook · e8 black king · f8 black bishop · g8 black knight · h8 black rook · a7 black pawn · b7 black pawn · c7 black pawn · d7 black bishop · g7 black pawn · h7 black pawn · c6 black knight · f6 black pawn · g6 black queen · e5 white knight · c3 white knight · a2 white pawn · b2 white pawn · c2 white pawn · e2 white bishop · f2 white pawn · g2 white pawn · h2 white pawn · a1 white rook · c1 white bishop · d1 white queen · f1 white rook · g1 white king | a8 black rook · e8 black king · f8 black bishop · g8 black knight · h8 black rook · a7 black pawn · b7 black pawn · c7 black pawn · d7 black bishop · g7 black pawn · h7 black pawn · c6 black knight · f6 black pawn · g6 black queen · e5 white knight · c3 white knight · a2 white pawn · b2 white pawn · c2 white pawn · e2 white bishop · f2 white pawn · g2 white pawn · h2 white pawn · a1 white rook · c1 white bishop · d1 white queen · f1 white rook · g1 white king | 6 |
| 5 | a8 black rook · e8 black king · f8 black bishop · g8 black knight · h8 black rook · a7 black pawn · b7 black pawn · c7 black pawn · d7 black bishop · g7 black pawn · h7 black pawn · c6 black knight · f6 black pawn · g6 black queen · e5 white knight · c3 white knight · a2 white pawn · b2 white pawn · c2 white pawn · e2 white bishop · f2 white pawn · g2 white pawn · h2 white pawn · a1 white rook · c1 white bishop · d1 white queen · f1 white rook · g1 white king | a8 black rook · e8 black king · f8 black bishop · g8 black knight · h8 black rook · a7 black pawn · b7 black pawn · c7 black pawn · d7 black bishop · g7 black pawn · h7 black pawn · c6 black knight · f6 black pawn · g6 black queen · e5 white knight · c3 white knight · a2 white pawn · b2 white pawn · c2 white pawn · e2 white bishop · f2 white pawn · g2 white pawn · h2 white pawn · a1 white rook · c1 white bishop · d1 white queen · f1 white rook · g1 white king | a8 black rook · e8 black king · f8 black bishop · g8 black knight · h8 black rook · a7 black pawn · b7 black pawn · c7 black pawn · d7 black bishop · g7 black pawn · h7 black pawn · c6 black knight · f6 black pawn · g6 black queen · e5 white knight · c3 white knight · a2 white pawn · b2 white pawn · c2 white pawn · e2 white bishop · f2 white pawn · g2 white pawn · h2 white pawn · a1 white rook · c1 white bishop · d1 white queen · f1 white rook · g1 white king | a8 black rook · e8 black king · f8 black bishop · g8 black knight · h8 black rook · a7 black pawn · b7 black pawn · c7 black pawn · d7 black bishop · g7 black pawn · h7 black pawn · c6 black knight · f6 black pawn · g6 black queen · e5 white knight · c3 white knight · a2 white pawn · b2 white pawn · c2 white pawn · e2 white bishop · f2 white pawn · g2 white pawn · h2 white pawn · a1 white rook · c1 white bishop · d1 white queen · f1 white rook · g1 white king | a8 black rook · e8 black king · f8 black bishop · g8 black knight · h8 black rook · a7 black pawn · b7 black pawn · c7 black pawn · d7 black bishop · g7 black pawn · h7 black pawn · c6 black knight · f6 black pawn · g6 black queen · e5 white knight · c3 white knight · a2 white pawn · b2 white pawn · c2 white pawn · e2 white bishop · f2 white pawn · g2 white pawn · h2 white pawn · a1 white rook · c1 white bishop · d1 white queen · f1 white rook · g1 white king | a8 black rook · e8 black king · f8 black bishop · g8 black knight · h8 black rook · a7 black pawn · b7 black pawn · c7 black pawn · d7 black bishop · g7 black pawn · h7 black pawn · c6 black knight · f6 black pawn · g6 black queen · e5 white knight · c3 white knight · a2 white pawn · b2 white pawn · c2 white pawn · e2 white bishop · f2 white pawn · g2 white pawn · h2 white pawn · a1 white rook · c1 white bishop · d1 white queen · f1 white rook · g1 white king | a8 black rook · e8 black king · f8 black bishop · g8 black knight · h8 black rook · a7 black pawn · b7 black pawn · c7 black pawn · d7 black bishop · g7 black pawn · h7 black pawn · c6 black knight · f6 black pawn · g6 black queen · e5 white knight · c3 white knight · a2 white pawn · b2 white pawn · c2 white pawn · e2 white bishop · f2 white pawn · g2 white pawn · h2 white pawn · a1 white rook · c1 white bishop · d1 white queen · f1 white rook · g1 white king | a8 black rook · e8 black king · f8 black bishop · g8 black knight · h8 black rook · a7 black pawn · b7 black pawn · c7 black pawn · d7 black bishop · g7 black pawn · h7 black pawn · c6 black knight · f6 black pawn · g6 black queen · e5 white knight · c3 white knight · a2 white pawn · b2 white pawn · c2 white pawn · e2 white bishop · f2 white pawn · g2 white pawn · h2 white pawn · a1 white rook · c1 white bishop · d1 white queen · f1 white rook · g1 white king | 5 |
| 4 | a8 black rook · e8 black king · f8 black bishop · g8 black knight · h8 black rook · a7 black pawn · b7 black pawn · c7 black pawn · d7 black bishop · g7 black pawn · h7 black pawn · c6 black knight · f6 black pawn · g6 black queen · e5 white knight · c3 white knight · a2 white pawn · b2 white pawn · c2 white pawn · e2 white bishop · f2 white pawn · g2 white pawn · h2 white pawn · a1 white rook · c1 white bishop · d1 white queen · f1 white rook · g1 white king | a8 black rook · e8 black king · f8 black bishop · g8 black knight · h8 black rook · a7 black pawn · b7 black pawn · c7 black pawn · d7 black bishop · g7 black pawn · h7 black pawn · c6 black knight · f6 black pawn · g6 black queen · e5 white knight · c3 white knight · a2 white pawn · b2 white pawn · c2 white pawn · e2 white bishop · f2 white pawn · g2 white pawn · h2 white pawn · a1 white rook · c1 white bishop · d1 white queen · f1 white rook · g1 white king | a8 black rook · e8 black king · f8 black bishop · g8 black knight · h8 black rook · a7 black pawn · b7 black pawn · c7 black pawn · d7 black bishop · g7 black pawn · h7 black pawn · c6 black knight · f6 black pawn · g6 black queen · e5 white knight · c3 white knight · a2 white pawn · b2 white pawn · c2 white pawn · e2 white bishop · f2 white pawn · g2 white pawn · h2 white pawn · a1 white rook · c1 white bishop · d1 white queen · f1 white rook · g1 white king | a8 black rook · e8 black king · f8 black bishop · g8 black knight · h8 black rook · a7 black pawn · b7 black pawn · c7 black pawn · d7 black bishop · g7 black pawn · h7 black pawn · c6 black knight · f6 black pawn · g6 black queen · e5 white knight · c3 white knight · a2 white pawn · b2 white pawn · c2 white pawn · e2 white bishop · f2 white pawn · g2 white pawn · h2 white pawn · a1 white rook · c1 white bishop · d1 white queen · f1 white rook · g1 white king | a8 black rook · e8 black king · f8 black bishop · g8 black knight · h8 black rook · a7 black pawn · b7 black pawn · c7 black pawn · d7 black bishop · g7 black pawn · h7 black pawn · c6 black knight · f6 black pawn · g6 black queen · e5 white knight · c3 white knight · a2 white pawn · b2 white pawn · c2 white pawn · e2 white bishop · f2 white pawn · g2 white pawn · h2 white pawn · a1 white rook · c1 white bishop · d1 white queen · f1 white rook · g1 white king | a8 black rook · e8 black king · f8 black bishop · g8 black knight · h8 black rook · a7 black pawn · b7 black pawn · c7 black pawn · d7 black bishop · g7 black pawn · h7 black pawn · c6 black knight · f6 black pawn · g6 black queen · e5 white knight · c3 white knight · a2 white pawn · b2 white pawn · c2 white pawn · e2 white bishop · f2 white pawn · g2 white pawn · h2 white pawn · a1 white rook · c1 white bishop · d1 white queen · f1 white rook · g1 white king | a8 black rook · e8 black king · f8 black bishop · g8 black knight · h8 black rook · a7 black pawn · b7 black pawn · c7 black pawn · d7 black bishop · g7 black pawn · h7 black pawn · c6 black knight · f6 black pawn · g6 black queen · e5 white knight · c3 white knight · a2 white pawn · b2 white pawn · c2 white pawn · e2 white bishop · f2 white pawn · g2 white pawn · h2 white pawn · a1 white rook · c1 white bishop · d1 white queen · f1 white rook · g1 white king | a8 black rook · e8 black king · f8 black bishop · g8 black knight · h8 black rook · a7 black pawn · b7 black pawn · c7 black pawn · d7 black bishop · g7 black pawn · h7 black pawn · c6 black knight · f6 black pawn · g6 black queen · e5 white knight · c3 white knight · a2 white pawn · b2 white pawn · c2 white pawn · e2 white bishop · f2 white pawn · g2 white pawn · h2 white pawn · a1 white rook · c1 white bishop · d1 white queen · f1 white rook · g1 white king | 4 |
| 3 | a8 black rook · e8 black king · f8 black bishop · g8 black knight · h8 black rook · a7 black pawn · b7 black pawn · c7 black pawn · d7 black bishop · g7 black pawn · h7 black pawn · c6 black knight · f6 black pawn · g6 black queen · e5 white knight · c3 white knight · a2 white pawn · b2 white pawn · c2 white pawn · e2 white bishop · f2 white pawn · g2 white pawn · h2 white pawn · a1 white rook · c1 white bishop · d1 white queen · f1 white rook · g1 white king | a8 black rook · e8 black king · f8 black bishop · g8 black knight · h8 black rook · a7 black pawn · b7 black pawn · c7 black pawn · d7 black bishop · g7 black pawn · h7 black pawn · c6 black knight · f6 black pawn · g6 black queen · e5 white knight · c3 white knight · a2 white pawn · b2 white pawn · c2 white pawn · e2 white bishop · f2 white pawn · g2 white pawn · h2 white pawn · a1 white rook · c1 white bishop · d1 white queen · f1 white rook · g1 white king | a8 black rook · e8 black king · f8 black bishop · g8 black knight · h8 black rook · a7 black pawn · b7 black pawn · c7 black pawn · d7 black bishop · g7 black pawn · h7 black pawn · c6 black knight · f6 black pawn · g6 black queen · e5 white knight · c3 white knight · a2 white pawn · b2 white pawn · c2 white pawn · e2 white bishop · f2 white pawn · g2 white pawn · h2 white pawn · a1 white rook · c1 white bishop · d1 white queen · f1 white rook · g1 white king | a8 black rook · e8 black king · f8 black bishop · g8 black knight · h8 black rook · a7 black pawn · b7 black pawn · c7 black pawn · d7 black bishop · g7 black pawn · h7 black pawn · c6 black knight · f6 black pawn · g6 black queen · e5 white knight · c3 white knight · a2 white pawn · b2 white pawn · c2 white pawn · e2 white bishop · f2 white pawn · g2 white pawn · h2 white pawn · a1 white rook · c1 white bishop · d1 white queen · f1 white rook · g1 white king | a8 black rook · e8 black king · f8 black bishop · g8 black knight · h8 black rook · a7 black pawn · b7 black pawn · c7 black pawn · d7 black bishop · g7 black pawn · h7 black pawn · c6 black knight · f6 black pawn · g6 black queen · e5 white knight · c3 white knight · a2 white pawn · b2 white pawn · c2 white pawn · e2 white bishop · f2 white pawn · g2 white pawn · h2 white pawn · a1 white rook · c1 white bishop · d1 white queen · f1 white rook · g1 white king | a8 black rook · e8 black king · f8 black bishop · g8 black knight · h8 black rook · a7 black pawn · b7 black pawn · c7 black pawn · d7 black bishop · g7 black pawn · h7 black pawn · c6 black knight · f6 black pawn · g6 black queen · e5 white knight · c3 white knight · a2 white pawn · b2 white pawn · c2 white pawn · e2 white bishop · f2 white pawn · g2 white pawn · h2 white pawn · a1 white rook · c1 white bishop · d1 white queen · f1 white rook · g1 white king | a8 black rook · e8 black king · f8 black bishop · g8 black knight · h8 black rook · a7 black pawn · b7 black pawn · c7 black pawn · d7 black bishop · g7 black pawn · h7 black pawn · c6 black knight · f6 black pawn · g6 black queen · e5 white knight · c3 white knight · a2 white pawn · b2 white pawn · c2 white pawn · e2 white bishop · f2 white pawn · g2 white pawn · h2 white pawn · a1 white rook · c1 white bishop · d1 white queen · f1 white rook · g1 white king | a8 black rook · e8 black king · f8 black bishop · g8 black knight · h8 black rook · a7 black pawn · b7 black pawn · c7 black pawn · d7 black bishop · g7 black pawn · h7 black pawn · c6 black knight · f6 black pawn · g6 black queen · e5 white knight · c3 white knight · a2 white pawn · b2 white pawn · c2 white pawn · e2 white bishop · f2 white pawn · g2 white pawn · h2 white pawn · a1 white rook · c1 white bishop · d1 white queen · f1 white rook · g1 white king | 3 |
| 2 | a8 black rook · e8 black king · f8 black bishop · g8 black knight · h8 black rook · a7 black pawn · b7 black pawn · c7 black pawn · d7 black bishop · g7 black pawn · h7 black pawn · c6 black knight · f6 black pawn · g6 black queen · e5 white knight · c3 white knight · a2 white pawn · b2 white pawn · c2 white pawn · e2 white bishop · f2 white pawn · g2 white pawn · h2 white pawn · a1 white rook · c1 white bishop · d1 white queen · f1 white rook · g1 white king | a8 black rook · e8 black king · f8 black bishop · g8 black knight · h8 black rook · a7 black pawn · b7 black pawn · c7 black pawn · d7 black bishop · g7 black pawn · h7 black pawn · c6 black knight · f6 black pawn · g6 black queen · e5 white knight · c3 white knight · a2 white pawn · b2 white pawn · c2 white pawn · e2 white bishop · f2 white pawn · g2 white pawn · h2 white pawn · a1 white rook · c1 white bishop · d1 white queen · f1 white rook · g1 white king | a8 black rook · e8 black king · f8 black bishop · g8 black knight · h8 black rook · a7 black pawn · b7 black pawn · c7 black pawn · d7 black bishop · g7 black pawn · h7 black pawn · c6 black knight · f6 black pawn · g6 black queen · e5 white knight · c3 white knight · a2 white pawn · b2 white pawn · c2 white pawn · e2 white bishop · f2 white pawn · g2 white pawn · h2 white pawn · a1 white rook · c1 white bishop · d1 white queen · f1 white rook · g1 white king | a8 black rook · e8 black king · f8 black bishop · g8 black knight · h8 black rook · a7 black pawn · b7 black pawn · c7 black pawn · d7 black bishop · g7 black pawn · h7 black pawn · c6 black knight · f6 black pawn · g6 black queen · e5 white knight · c3 white knight · a2 white pawn · b2 white pawn · c2 white pawn · e2 white bishop · f2 white pawn · g2 white pawn · h2 white pawn · a1 white rook · c1 white bishop · d1 white queen · f1 white rook · g1 white king | a8 black rook · e8 black king · f8 black bishop · g8 black knight · h8 black rook · a7 black pawn · b7 black pawn · c7 black pawn · d7 black bishop · g7 black pawn · h7 black pawn · c6 black knight · f6 black pawn · g6 black queen · e5 white knight · c3 white knight · a2 white pawn · b2 white pawn · c2 white pawn · e2 white bishop · f2 white pawn · g2 white pawn · h2 white pawn · a1 white rook · c1 white bishop · d1 white queen · f1 white rook · g1 white king | a8 black rook · e8 black king · f8 black bishop · g8 black knight · h8 black rook · a7 black pawn · b7 black pawn · c7 black pawn · d7 black bishop · g7 black pawn · h7 black pawn · c6 black knight · f6 black pawn · g6 black queen · e5 white knight · c3 white knight · a2 white pawn · b2 white pawn · c2 white pawn · e2 white bishop · f2 white pawn · g2 white pawn · h2 white pawn · a1 white rook · c1 white bishop · d1 white queen · f1 white rook · g1 white king | a8 black rook · e8 black king · f8 black bishop · g8 black knight · h8 black rook · a7 black pawn · b7 black pawn · c7 black pawn · d7 black bishop · g7 black pawn · h7 black pawn · c6 black knight · f6 black pawn · g6 black queen · e5 white knight · c3 white knight · a2 white pawn · b2 white pawn · c2 white pawn · e2 white bishop · f2 white pawn · g2 white pawn · h2 white pawn · a1 white rook · c1 white bishop · d1 white queen · f1 white rook · g1 white king | a8 black rook · e8 black king · f8 black bishop · g8 black knight · h8 black rook · a7 black pawn · b7 black pawn · c7 black pawn · d7 black bishop · g7 black pawn · h7 black pawn · c6 black knight · f6 black pawn · g6 black queen · e5 white knight · c3 white knight · a2 white pawn · b2 white pawn · c2 white pawn · e2 white bishop · f2 white pawn · g2 white pawn · h2 white pawn · a1 white rook · c1 white bishop · d1 white queen · f1 white rook · g1 white king | 2 |
| 1 | a8 black rook · e8 black king · f8 black bishop · g8 black knight · h8 black rook · a7 black pawn · b7 black pawn · c7 black pawn · d7 black bishop · g7 black pawn · h7 black pawn · c6 black knight · f6 black pawn · g6 black queen · e5 white knight · c3 white knight · a2 white pawn · b2 white pawn · c2 white pawn · e2 white bishop · f2 white pawn · g2 white pawn · h2 white pawn · a1 white rook · c1 white bishop · d1 white queen · f1 white rook · g1 white king | a8 black rook · e8 black king · f8 black bishop · g8 black knight · h8 black rook · a7 black pawn · b7 black pawn · c7 black pawn · d7 black bishop · g7 black pawn · h7 black pawn · c6 black knight · f6 black pawn · g6 black queen · e5 white knight · c3 white knight · a2 white pawn · b2 white pawn · c2 white pawn · e2 white bishop · f2 white pawn · g2 white pawn · h2 white pawn · a1 white rook · c1 white bishop · d1 white queen · f1 white rook · g1 white king | a8 black rook · e8 black king · f8 black bishop · g8 black knight · h8 black rook · a7 black pawn · b7 black pawn · c7 black pawn · d7 black bishop · g7 black pawn · h7 black pawn · c6 black knight · f6 black pawn · g6 black queen · e5 white knight · c3 white knight · a2 white pawn · b2 white pawn · c2 white pawn · e2 white bishop · f2 white pawn · g2 white pawn · h2 white pawn · a1 white rook · c1 white bishop · d1 white queen · f1 white rook · g1 white king | a8 black rook · e8 black king · f8 black bishop · g8 black knight · h8 black rook · a7 black pawn · b7 black pawn · c7 black pawn · d7 black bishop · g7 black pawn · h7 black pawn · c6 black knight · f6 black pawn · g6 black queen · e5 white knight · c3 white knight · a2 white pawn · b2 white pawn · c2 white pawn · e2 white bishop · f2 white pawn · g2 white pawn · h2 white pawn · a1 white rook · c1 white bishop · d1 white queen · f1 white rook · g1 white king | a8 black rook · e8 black king · f8 black bishop · g8 black knight · h8 black rook · a7 black pawn · b7 black pawn · c7 black pawn · d7 black bishop · g7 black pawn · h7 black pawn · c6 black knight · f6 black pawn · g6 black queen · e5 white knight · c3 white knight · a2 white pawn · b2 white pawn · c2 white pawn · e2 white bishop · f2 white pawn · g2 white pawn · h2 white pawn · a1 white rook · c1 white bishop · d1 white queen · f1 white rook · g1 white king | a8 black rook · e8 black king · f8 black bishop · g8 black knight · h8 black rook · a7 black pawn · b7 black pawn · c7 black pawn · d7 black bishop · g7 black pawn · h7 black pawn · c6 black knight · f6 black pawn · g6 black queen · e5 white knight · c3 white knight · a2 white pawn · b2 white pawn · c2 white pawn · e2 white bishop · f2 white pawn · g2 white pawn · h2 white pawn · a1 white rook · c1 white bishop · d1 white queen · f1 white rook · g1 white king | a8 black rook · e8 black king · f8 black bishop · g8 black knight · h8 black rook · a7 black pawn · b7 black pawn · c7 black pawn · d7 black bishop · g7 black pawn · h7 black pawn · c6 black knight · f6 black pawn · g6 black queen · e5 white knight · c3 white knight · a2 white pawn · b2 white pawn · c2 white pawn · e2 white bishop · f2 white pawn · g2 white pawn · h2 white pawn · a1 white rook · c1 white bishop · d1 white queen · f1 white rook · g1 white king | a8 black rook · e8 black king · f8 black bishop · g8 black knight · h8 black rook · a7 black pawn · b7 black pawn · c7 black pawn · d7 black bishop · g7 black pawn · h7 black pawn · c6 black knight · f6 black pawn · g6 black queen · e5 white knight · c3 white knight · a2 white pawn · b2 white pawn · c2 white pawn · e2 white bishop · f2 white pawn · g2 white pawn · h2 white pawn · a1 white rook · c1 white bishop · d1 white queen · f1 white rook · g1 white king | 1 |
|   | a | b | c | d | e | f | g | h |   |

Một điều trớ trêu, khai cuộc này được đặt theo tên kiện tướng người Bồ Đào Nha Pedro Damiano (1480–1544), sau khi ông đã chỉ trích sự yếu kém của nó. Vào năm 1847, Howard Staunton đã viết về nước 2.f6: "Nước đi này xuất hiện trong những nghiên cứu xưa của Damiano, người đã tạo ra một vài biến thể tài tình từ nó. Và do đó Lopez, rồi đến những tác giả sau này đã gọi nó là 'Gambit Damiano'."
Phòng thủ Damiano không bao giờ xuất hiện trong các ván đấu của những Đại kiện tướng hàng đầu. Kỳ thủ nổi tiếng nhất từng chơi khai cuộc này trong một giải đấu cấp kiện tướng quan trọng là Mikhail Chigorin. Ông đã chơi phương án 3...He7 trong ván đấu với Emmanuel Schiffers ở Saint Petersburg năm 1897, như đã nói ở trên. Chigorin mất Hậu ở nước thứ 10 (xem hình bên), nhưng Schiffers tiếp theo đã chơi phải nói rất tệ dẫn đến một tình huống Chigorin để lọt mất cơ hội chiến thắng ngoạn mục. Ván đấu kết thúc khi Schiffers đồng ý hòa trong thế thắng. Một trường hợp khác là vào năm 1964, Bobby Fischer khi đó trong một sự kiện đánh cờ với nhiều người cùng một lúc, ông đã cầm quân Trắng đấu với một người chơi trong số đó là Robert McGregor, người cầm quân Đen đã chơi Phòng thủ Damiano. Ván đấu diễn biến theo 3...He7 4.Mf3 d5 5.d3 dxe4 6.dxe4 Hxe4+ 7.Te2 Tf5..., và sau đó kết thúc hòa. Dù vậy, Fischer đã không chơi những nước mạnh nhất.